# 斐濟軍隊

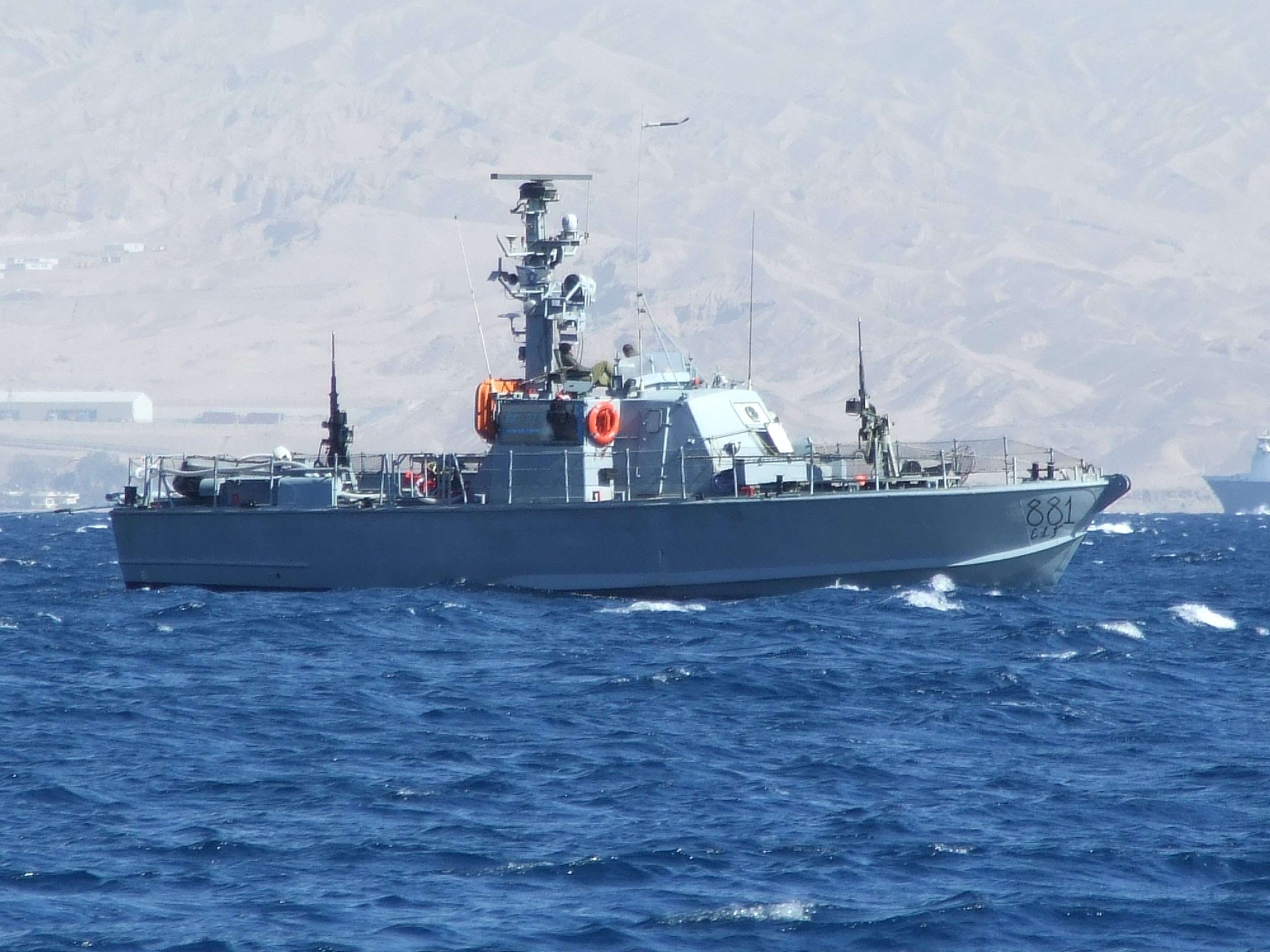
斐濟巡邏艇

斐濟共和國軍事部隊（RFMF），總兵力約3500人，是世界上一個小型國家的小型軍隊。其中，有3200名現役軍人為陸軍部隊，組成六個步兵營和一個工兵營；另外，大約有6000名陸軍後備部隊組成三個步兵營。過去有一個"祖魯"（Zulu）反革命特戰部隊（約80名士兵），在2000年年底因涉及軍事政變被裁撤。斐濟軍隊在斐濟近代的20年內發生過4次政變，最近一次是在2006年斐濟軍事政變。
斐濟陸軍部隊的前兩個步兵營擔任傳統的維和任務而駐防國外，其中，第一營在聯合國的指揮下被派往黎巴嫩、伊拉克和東帝汶，第二營駐紮在西奈半島的多國部隊擔任觀察員。第三營駐紮在首都蘇瓦，其餘三個步兵營則遍布斐濟群島。

## 組織

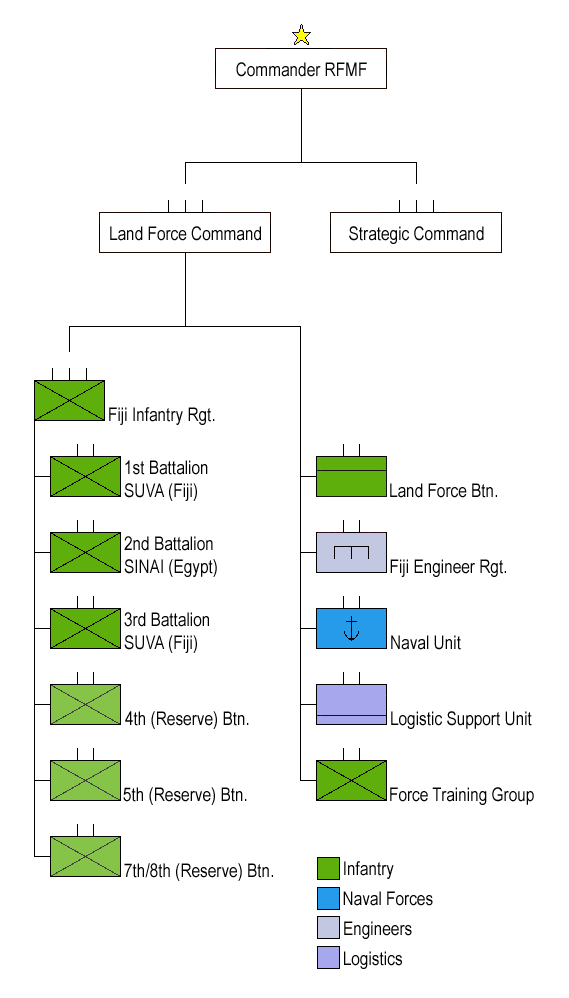
斐濟共和國軍事部隊組織

- RFMF司令（Commander RFMF）：RFMF司令為1星等級。協助他的副司令和參謀長，分別負責戰略司令部和陸軍司令部。目前的指揮官是弗蘭克·姆拜尼馬拉馬。[2]

- - 戰略司令部（Strategic Command）：戰略命司令部負責RFMF的所有戰略，也包括福利、法律等問題。
  - 陸軍司令部（Land Force Command）：是RFMF的業務組織，主要負責所有作戰部隊的管理：
    - 陸軍司令部總部
    - 陸軍本部營
    - 海軍部隊
    - 斐濟步兵團：是主要的斐濟武裝作戰單位，由輕步兵所組成的6個營，其中有3個正規部隊，和另外3個領土部隊。
      - 正規部隊
        - 第1步兵營（駐紮蘇瓦，派往黎巴嫩、伊拉克和東帝汶執行維和任務）
        - 第2步兵營（駐紮西奈半島）
        - 第3步兵營（駐紮蘇瓦）

      - 領土部隊
        - 第4步兵營（駐紮楠迪）
        - 第5步兵營（駐紮勞託卡）
        - 第7/8步兵營（駐紮瓦努阿島）

    - 斐濟工兵營
    - 後勤支援部隊（營級）
    - 部隊訓練單位（營級）

## 斐濟海軍
斐濟海軍總兵力約300名的小型海上作戰部隊，並於2005年7月25日慶祝成立三十週年。這是經過政府的批准，依據聯合國海洋法公約，成立於1975年。海軍負責斐濟專屬經濟海域的邊界控制，和其他救援任務。目前，斐濟海軍擁有9艘巡邏艇。另外有澳大利亞、中華人民共和國的軍事援助。
- 太平洋級巡哨艇：3艘；澳大利亞製，滿載162噸，最大航速20節；每艘配17名船員。武器配置20毫米火砲及7.62毫米或12.7毫米機槍、海面搜索雷達等。
- 毒鋒級巡羅艇：4艘；以色列製，滿載45噸，最大航速29節；每艘配9名船員。武器配置20毫米機砲、12.7毫米機槍、魚雷管及深水炸彈。
- 巡羅艇：2艘；美國製，滿載97噸；每艘配11名船員。武器配置12.7毫米機槍等。

### 引用
1. ↑  Fiji Army order of battle 2002 (Leigh Ingram-Seal). （页面存档备份，存于） 取自於2008年9月21日
2. ↑  "Qarase wrong about military: Bainimarama" （页面存档备份，存于）, 斐濟時報, 2008年2月7日

## 外部連結
- RFMF官方網站 （页面存档备份，存于）